# Oxya brachyptera
Oxya brachyptera är en insektsart som beskrevs av Zheng, Z. och K. Huo 1992. Oxya brachyptera ingår i släktet Oxya och familjen gräshoppor. Inga underarter finns listade i Catalogue of Life.